# Tad Lincoln
Thomas "Tad" Lincoln III (4 de abril de 1853 –15 de julio de 1871) fue el cuarto y más joven de los hijos de Abraham y Mary Lincoln. El apodo "Tad", abreviatura de "Tadpole" (en inglés: renacuajo), le fue dado por su padre, quién le encontró "tan inquieto como un renacuajo" cuándo era bebé. Años después correría libremente por la Casa Blanca, y hay historias de él interrumpiendo reuniones presidenciales, recogiendo animales, y acusando a visitantes de ver a su padre. Murió a la edad de 18 años, el 15 de julio de 1871, en Chicago.

## Educación y primeros años
Tad Lincoln nació el 4 de abril de 1853, fue el cuarto hijo de Abraham Lincoln y Mary Todd. Sus tres hermanos mayores eran Robert  (1843–1926), Edward (1846–1850), y William (1850–1862). Nombrado por su abuelo paterno Thomas Lincoln y su tío Thomas Lincoln, Jr., el cuarto chico fue pronto apodado "Tad" por su padre, por su cuerpo pequeño y cabeza grande, y porque se movía como un renacuajo cuando era bebé. El primer nombre de Lincoln fue erróneamente grabado en su lápida como Thaddeus.
Lincoln nació con una clase de Labio Leporino y paladar hendido, causándole problemas del habla durante su vida. Tenía un balbuceo y pronunciaba sus palabras rápida e ininteligiblemente. A menudo sólo aquellos cercanos a Tad Lincoln eran capaces de entenderle. Por ejemplo,  llamaba al guardaespaldas de su padre, William H. Crook, "Took", y a su padre Papa Day ("Papá Día") en vez de Papa Dear ("Papá Querido"). El paladar hendido contribuyó a que tuviera dientes desiguales y tanta dificultad para masticar alimentos que sus comidas le eran especialmente preparadas.
Lincoln y su hermano Willie eran considerados "Infiernos notorios" cuando vivían en Springfield. Fueron apodados así por el socio legal de Abraham, William Herndon, por desordenar en su bufete de abogados: sacando los libros de los estantes mientras su padre parecía ajeno a sus comportamientos.

## Años en la Casa Blanca

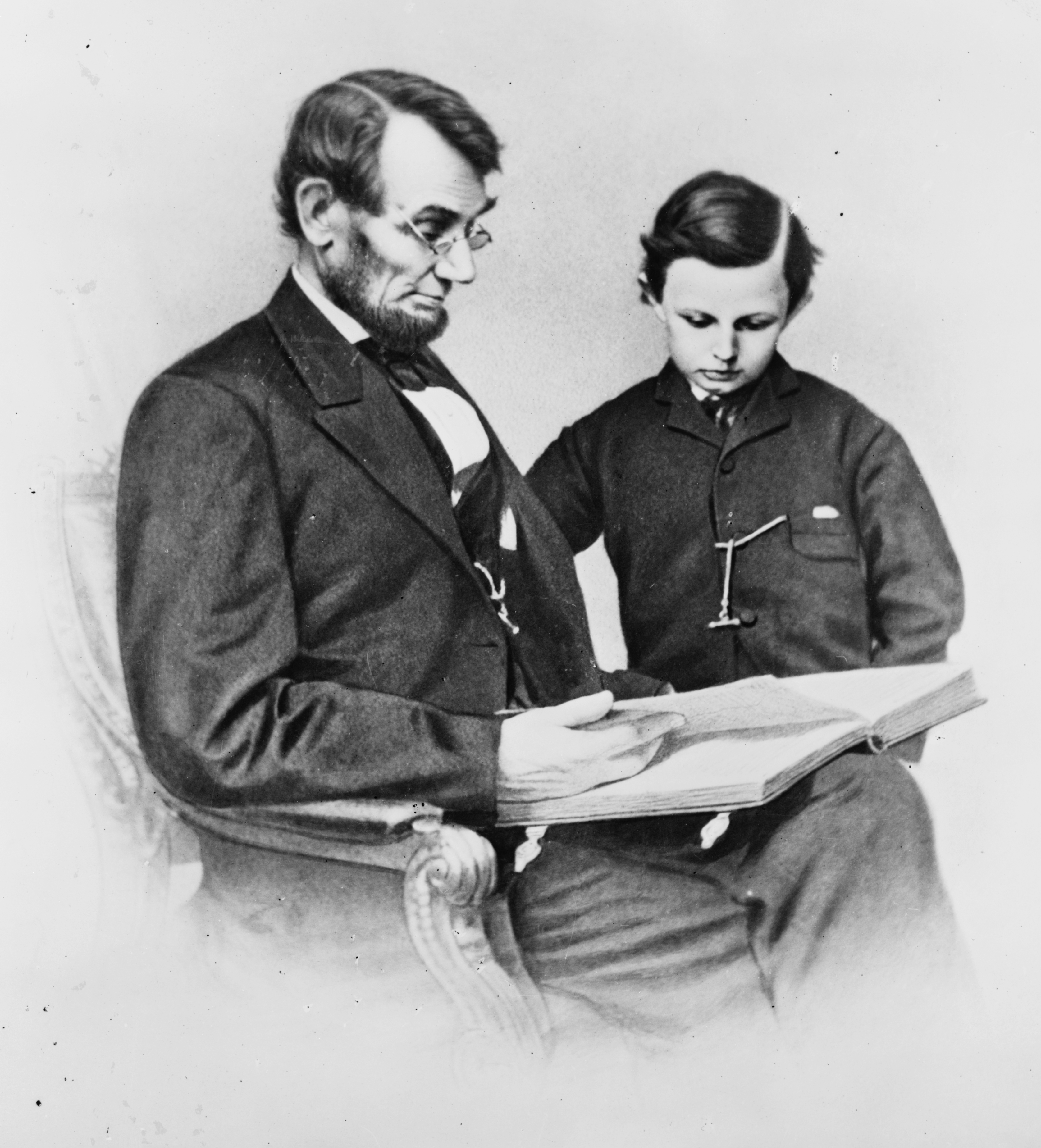
Tad Lincoln con su padre mirando un álbum de fotografías.

Después de la elección de su padre como Presidente, Willie y Tad se fueron a la Casa Blanca y la convirtieron en su nuevo patio de recreo. A petición de la Señora Lincoln, Julia Taft trajo a sus hermanos más jóvenes, "Bud" de 12 años y Holly "de 8 años", a la Casa Blanca, y se convirtieron en compañeros de juegos para los dos jóvenes Lincolns.
En febrero de 1862, los chicos Lincoln contrajeron Fiebre Tifoidea y ambos estuvieron en cama. Willie murió el 20 de febrero, mientras Tad se recuperó. Después de la muerte de su hermano, sus padres se volvieron aún más indulgentes con su comportamiento.
Durante el tiempo en que su padre vivió, Tad era impulsivo, desenfrenado, y no asistió a la escuela. John Hay escribió que los numerosos tutores del chico en la Casa Blanca normalmente dejaban sentir su frustración. Tad corría libre por la Casa Blanca, y hay historias de él interrumpiendo reuniones Presidenciales, recogiendo animales, acusando visitantes por ver a su padre, y más.

El 14 de abril de 1865, Tad acudió al Teatro Grover para ver la obra Aladino y la Lámpara Maravillosa mientras sus padres asistían a la función de Nuestro Primo americano en el El Teatro Ford. Esa noche, su padre fue brutalmente asesinado por John Wilkes Booth. Cuándo las noticias del asesinato llegaron al Teatro Grover, el director hizo un anuncio a la audiencia entera. Tad empezó a correr gritando, "Mataron a papá! Mataron a papá!". Fue escoltado hasta la Casa Blanca mientras su madre rogaba para tenerle junto al lecho de muerte de su padre en la Casa Petersen. "Traigan a Tad— él hablará con Tad—él lo ama tanto." Tarde en la noche, Tad, inconsolable, fue acostado por un portero de la Casa Blanca. El presidente Lincoln murió a la mañana siguiente , el viernes, 15 de abril, a las 7:22 a. m. Sobre la muerte de su padre, Tad Lincoln dijo:
Pa está muerto. Difícilmente puedo creer que nunca le veré otra vez. Tengo que aprender a cuidarme a mí mismo desde ahora. Sí, Pa está muerto, y ahora solo soy Tad Lincoln, el pequeño Tad, como otros niños pequeños. No soy el hijo de un presidente ahora. Ya no tendré muchos regalos. Bien,  probaré a ser un chico bueno, y esperaré ir algún día a donde Pa y mi hermano Willie, en el Cielo.

## Vida posterior
Después del asesinato, Mary, Robert y Tad Lincoln vivieron juntos en Chicago.  Robert se mudó al poco tiempo, y Tad empezó a asistir a la escuela. En 1868,  dejaron Chicago y vivieron en Europa durante casi tres años, en Alemania y más tarde en Inglaterra.
Tad Lincoln sufría lo que un comentarista moderno ha llamado "Trastorno complejo del habla y del lenguaje" relacionado con el labio o paladar hendido. Esto le causó algunos problemas cuándo Lincoln estaba en la escuela en Chicago, pues en la Escuela de Elizabeth Street, sus compañeros a veces le llamaban "Tad el Tartamudo" debido a su impedimento del habla, el cual fue capaz de vencer ya adolescente.

## Muerte
Un viernes por la mañana, el 15 de julio de 1871, Tad Lincoln murió a la edad de 18 años. La causa de su muerte ha sido referida como tuberculosis, un ataque pleurítico, neumonía, o insuficiencia cardíaca.  La muerte de Tad Lincoln ocurrió en el hotel Clifton House en Chicago. En su obituario, John Hay cariñosamente se refiere a él como "Pequeño Tad".
Los servicios del funeral de Lincoln se llevaron a cabo en la casa de su hermano Robert en Chicago. Su cuerpo fue luego transportado a Springfield y enterrado en la Tumba de Lincoln en el Cementerio Oak Ridge, junto a su padre y dos de sus hermanos. Robert acompañó el ataúd en el tren, porque su madre Mary estaba demasiado angustiada para hacer el viaje.